# Disautel, Washington
Disautel, Washington (енгл. Disautel) насељено је место без административног статуса у америчкој савезној држави Вашингтон.

## Демографија
По попису из 2010. године број становника је 78.
| Група             | 2000.    | 2010.     |
| Белци             | 0 (0,0%) | 8 (10,3%) |
| Афроамериканци    | 0 (0,0%) | 0 (0,0%)  |
| Азијати           | 0 (0,0%) | 0 (0,0%)  |
| Хиспаноамериканци | 0 (0,0%) | 1 (1,3%)  |
| Укупно            | 0        | 78        |